# Riggia acuticaudata
Riggia acuticaudata là một loài chân đều trong họ Cymothoidae. Loài này được Thatcher, Lopes & Froehlich miêu tả khoa học năm 2002.